# 廣船

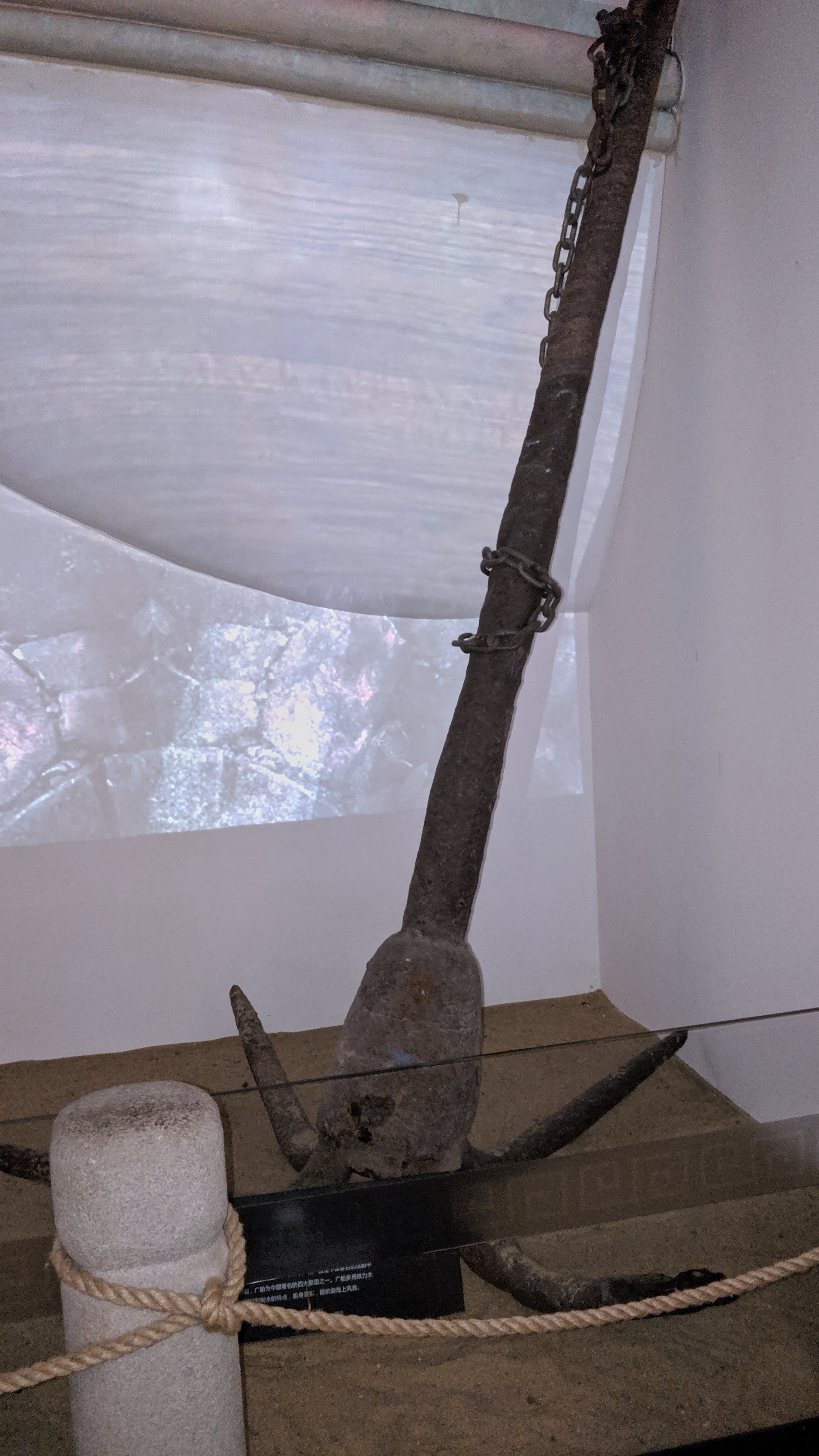
广州博物馆馆藏广船船锚

廣船，又稱廣東船、烏艚，是中式帆船的一類，大小相當於福船，廣船以鐵力木所造，其堅固程度高於由松杉所造的福船，若廣船與福船在海中相撞，福船會被撞碎。然而廣船造價為福船的兩倍，修理也只能用鐵力木，但耐用程度亦較好，也比較耐蟲蛀。廣船形制下窄上寬狀若兩翼，在裏海則穩，在外洋則動搖。於浪漕中起伏蕩漾導致火器未必能中。